# Sandrino Gavriloaia
Sandrino Gavriloaia (1964 – 18 august 2025) a fost un jurnalist român.

## Viață și muncă
Gavriloaia s-a născut în Câmpina și a absolvit Universitatea din București.  A început să lucreze pentru TVR în 1995, lucrând ca redactor.  A lucrat la programe culturale, inclusiv „ Călător în Est ” (2003–2009), „ Lumea și noi” și „ A doua Românie”.  

## Moarte
Gavriloaia a murit pe 18 august 2025, la vârsta de 61 de ani. 